# 어화도
어화도(漁化島)는 황해도 남단에 있는 섬이다. 창린도와 기린도 사이에 위치하며 면적은 1.88km2이다. 38선이 그어질 때는 경기도 옹진군 소속이었으며, 남한의 영토였다. 그러나 1953년 휴전 협정 체결 결과 북한이 점거하는 영토가 되었다. 현재는 휴전선 이북에 있어 황해남도 강령군에 속해 있다.